# Loisy-sur-Marne
Loisy-sur-Marne ist eine französische Gemeinde im Département Marne in der Region Grand Est. Sie hat eine Fläche von 14,14 km² und 1114 Einwohner (2022).
Nachbargemeinden sind: Soulanges, Couvrot, Vitry-en-Perthois, Blacy, Maisons-en-Champagne und Drouilly.

## Bevölkerungsentwicklung
| Jahr                       | 1962 | 1968 | 1975 | 1982 | 1990 | 1999 | 2006 | 2013 | 2018 |
| -------------------------- | ---- | ---- | ---- | ---- | ---- | ---- | ---- | ---- | ---- |
| Einwohner                  | 837  | 902  | 874  | 926  | 893  | 893  | 933  | 1079 | 1099 |
| Quellen: Cassini und INSEE |      |      |      |      |      |      |      |      |      |

## Sehenswürdigkeiten

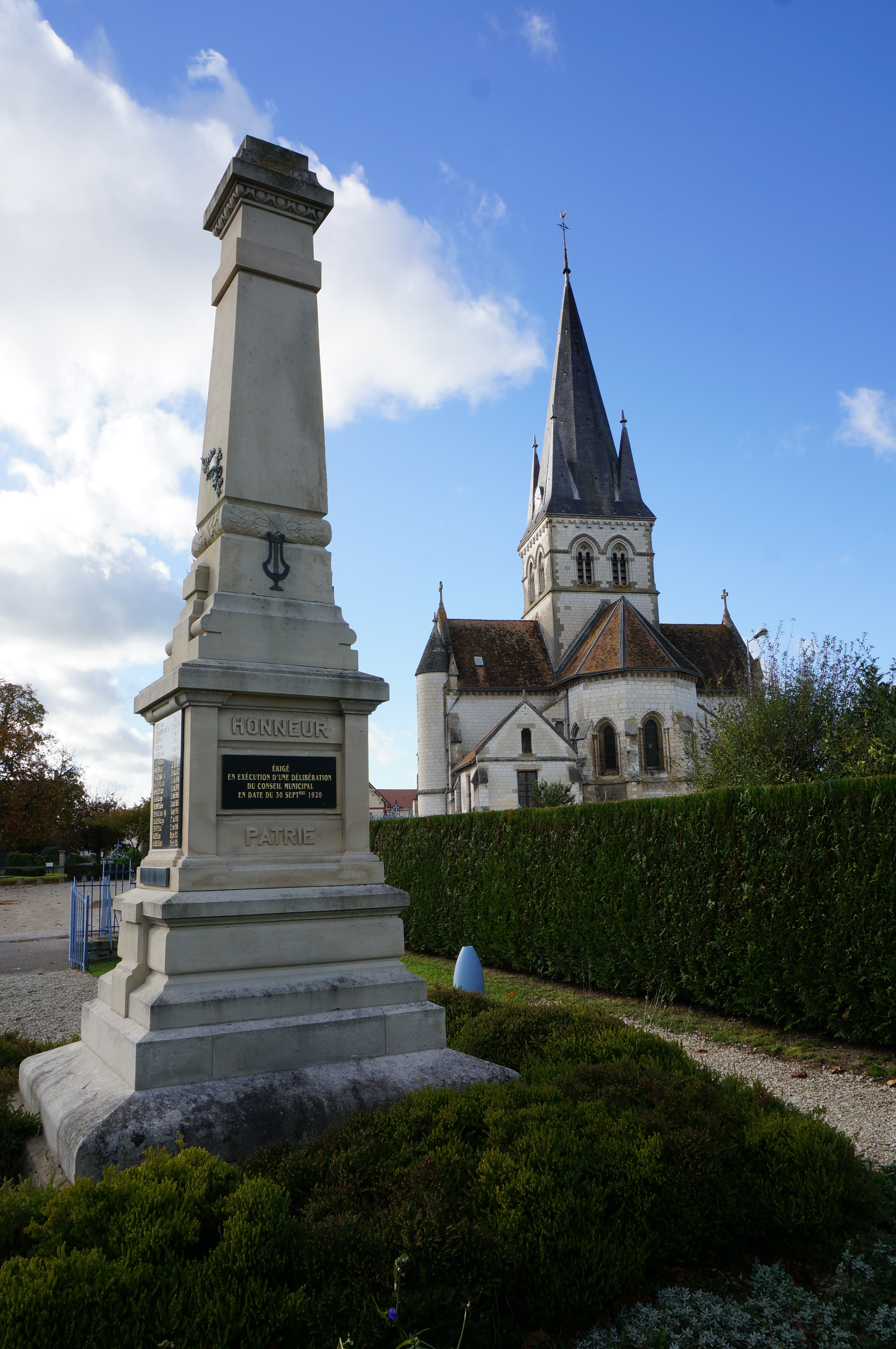
Kirche Saint-Juvin und Kriegerdenkmal

- Kirche Saint-Juvin
- Fachwerkhäuser

## Persönlichkeiten
- Justin Haudos, Bürgermeister und Abgeordneter